# 18. østlige længdekreds
Den 18. østlige længdekreds (eller 18 grader østlig længde) er en længdekreds, der ligger 18 grader øst for nulmeridianen. Den løber gennem Ishavet, Atlanterhavet, Europa, Afrika, det Sydlige Ishav og Antarktis.